# Hartwig di Salisburgo
Hartwig von Ortenburg di Salisburgo (... – Salisburgo, 5 dicembre 1023) è stato un arcivescovo cattolico tedesco, arcivescovo di Salisburgo dal 991 fino alla morte.

## Biografia
Hartwig proveniva da una famiglia nobiliare originaria della Baviera. Suo padre era colui che sarebbe diventato il conte palatino di Baviera Hartwig I, mentre sua madre Wichburg era figlia del duca Eberardo di Baviera. Hartwig diventò suddiacono a Salisburgo il 23 dicembre 970, diacono il 19 settembre 973 e sacerdote il 18 settembre 985. L'8 novembre 991 fu consacrato vescovo e ricevette il pallio da papa Giovanni XV.
Come molti suoi contemporanei, Hartwig sosteneva l'idea del rinnovamento di un impero cristiano romano-germanico. Nel 993 e nel 996 egli prese parte a due sinodi a Ingelheim e all'incoronazione imperiale di Ottone III a Roma, il 21 maggio 996. In tale occasione l'imperatore concesse alle città di Frisinga e Salisburgo il diritto di tenere un mercato quotidiano con monete di Ratisbona, il cui ricavato doveva essere incassato dall'arcivescovato. Questa concessione significava non soltanto un notevole aumento del potere degli arcivescovi, ma soprattutto un decisivo passo per l'ulteriore sviluppo della città.
Nel 1002 il futuro imperatore Enrico II affidò la regione del Lungau al controllo dell'arcivescovo di Salisburgo. Nel 1009 Enrico II festeggiò il Natale a Salisburgo e in questa occasione diede il suo decisivo sostegno alla ricostruzione della chiesa dell'abbazia di Nonnberg, che era stata distrutta da un incendio. Hartwig ottenne inoltre possedimenti terrieri nella valle dell'Enns, che dopo la sua morte sarebbero andati in proprietà dell'abbazia di San Pietro a Salisburgo.
A lui è attribuito il manoscritto miniato detto pericopi di Salisburgo, oggi conservato presso la Bayerische Staatsbibliothek (Clm 15713) a Monaco di Baviera.